# Liste des longs métrages slovènes proposés à l'Oscar du meilleur film international
Cet article présente la liste des longs métrages slovènes proposés à l'Oscar du meilleur film international.

## Films proposés par la Slovénie
| Année (Cérémonie) | Titre français                    | Titre original                    | Réalisateur             | Résultat    |
| ----------------- | --------------------------------- | --------------------------------- | ----------------------- | ----------- |
| 1993 (66e)        | Ko zaprem oči (sl)                | Ko zaprem oči (sl)                | Franci Slak (sl)        | Non nommé   |
| 1994 (67e)        | Morana (sl)                       | Morana (sl)                       | Aleš Verbič             | Non nommé   |
| 1996 (69e)        | Felix (sl)                        | Felix (sl)                        | Božo Šprajc             | Non nommé   |
| 1997 (70e)        | Outsider (sl)                     | Avtsajder                         | Andrej Košak (sl)       | Non nommé   |
| 2001 (74e)        | Pain et Lait                      | Kruh in mleko                     | Jan Cvitkovič           | Non nommé   |
| 2002 (75e)        | Zvenenje v glavi (sl)             | Zvenenje v glavi (sl)             | Andrej Košak (sl)       | Non nommé   |
| 2003 (76e)        | Rezervni deli                     | Rezervni deli                     | Damjan Kozole (sl)      | Non nommé   |
| 2004 (77e)        | Pod njenim oknom (sl)             | Pod njenim oknom (sl)             | Metod Pevec (sl)        | Non nommé   |
| 2005 (78e)        | Ruševine (sl)                     | Ruševine (sl)                     | Janez Burger (sl)       | Non nommé   |
| 2006 (79e)        | Odgrobadogroba (sl)               | Odgrobadogroba (sl)               | Jan Cvitkovič           | Non nommé   |
| 2007 (80e)        | Courts-circuits (sl)              | Kratki stiki                      | Janez Lapajne (sl)      | Non nommé   |
| 2008 (81e)        | Petelinji zajtrk (sl)             | Petelinji zajtrk (sl)             | Marko Naberšnik (sl)    | Non nommé   |
| 2009 (82e)        | Pokrajina št. 2 (sl)              | Pokrajina št. 2 (sl)              | Vinko Möderndorfer (sl) | Non nommé   |
| 2010 (83e)        | 9:06                              | 9:06                              | Igor Šterk (sl)         | Non nommé   |
| 2011 (84e)        | Circus Fantasticus (sl)           | Circus Fantasticus (sl)           | Janez Burger (sl)       | Disqualifié |
| 2012 (85e)        | Izlet (sl)                        | Izlet (sl)                        | Nejc Gazvoda            | Non nommé   |
| 2013 (86e)        | L'Ennemi de la classe             | Razredni sovražnik                | Rok Biček (sl)          | Non nommé   |
| 2014 (87e)        | Zapelji me (sl)                   | Zapelji me (sl)                   | Marko Šantić            | Non nommé   |
| 2015 (88e)        | Drevo                             | Drevo                             | Sonja Prosenc (sl)      | Non nommé   |
| 2016 (89e)        | Houston, imamo problem! (sl)      | Houston, imamo problem! (sl)      | Žiga Virc (sl)          | Non nommé   |
| 2017 (90e)        | Rudar (sl)                        | Rudar (sl)                        | Hanna Slak (sl)         | Non nommé   |
| 2018 (91e)        | Ivan (sl)                         | Ivan (sl)                         | Janez Burger (sl)       | Non nommé   |
| 2019 (92e)        | Zgodovina ljubezni (sl)           | Zgodovina ljubezni (sl)           | Sonja Prosenc (sl)      | Non nommé   |
| 2020 (93e)        | Zgodbe iz kostanjevih gozdov (sl) | Zgodbe iz kostanjevih gozdov (sl) | Gregor Božič (sl)       | Non nommé   |
| 2021 (94e)        | Sanremo (sl)                      | Sanremo (sl)                      | Miroslav Mandič         | Non nommé   |
| 2022 (95e)        | Orkester (sl)                     | Orkester (sl)                     | Matevž Luzar            | Non nommé   |